# غلينسفيل (نيويورك)
غلينسفيل (بالإنجليزية: Glenville, Schenectady County, New York) هي بلدة أمريكية تقع في الولايات المتحدة في مقاطعة شينيكتادي، نيويورك. يقدر عدد سكانها بـ 29,480 نسمة ومساحتها 131.3 كم2 وترتفع عن سطح البحر 217.93 متر.

## أعلام
- فرانك كوبر